# Force
Force ist eine italienische Gemeinde in der Region Marken in der Provinz Ascoli Piceno mit 1104 Einwohnern (Stand 31. Dezember 2023).

## Allgemeines
Die Nachbargemeinden sind Comunanza, Montefalcone Appennino, Montelparo, Palmiano, Rotella, Santa Vittoria in Matenano und Venarotta. Der Ort ist Mitglied der Berggemeinschaft Comunità Montana dei Sibillini.

## Sehenswürdigkeiten
- Villino Verrucci: eine Villa des Architekten Verrucci, liegt außerhalb des Ortes
- Convento della Beata Maria Assunta Pallotta: ein Kloster der Franziskaner

## Persönlichkeiten
- Francesco Antonio Marcucci (1717–1798), Bischof